# Visitas oficiales de jefes de Estado y de Gobierno a España durante la X Legislatura
Las visitas oficiales que jefes de Gobierno o de Estado han realizado a España durante la X Legislatura (13 de diciembre de 2011 – 27 de octubre de 2015) se detallan a continuación.

## Características
Las visitas de Estado a España, como las que realizan fuera de España, se realizan mediante invitación del país anfitrión y entre jefes de Estado. Estas visitas, que tienen pueden tener una duración máxima de 3 días, suelen contar con la presencia de los consortes y destacan por los recibimientos con honores y por posteriores comidas o cenas donde asisten las máximas autoridades civiles, militares, eclesiásticas, así como, principales empresarios y personajes de la sociedad civil en algunos casos. Estas visitas de Estado suelen realizarse una sola vez durante el mandato del Jefe del Estado, y siendo posible otra hasta un cambio de mandato
La visita oficial, por su parte, suele ser menos protocolaria, y se realizan por invitación o por solicitud del país extranjero. Pueden realizarlas, en menor duración que las visitas de estado, jefes de Estado, primeros ministros, ministros o representantes de organizaciones internacionales. En muchos casos solo incluye la visita al jefe del gobierno del país anfitrión (en caso de sistemas parlamentarios o semipresidencialistas), especialmente para tratar temas de índole político, económico, social etcétera. Estas visitas oficiales también pueden darse por visitas a instituciones concretas, eventos como ferias internacionales, congresos, festividades patrias, ceremonias...

## Visitas de estado a España
Las visitas estatales a España se llevan a cabo con la participación del Rey de España. Los eventos del día comienzan cuando el dignatario visitante llega en un vehículo especial al Palacio Real de Madrid en la capital española de Madrid. A medida que llega el dignatario, las unidades de la Guardia Real se preparan para el inicio de la ceremonia. La ceremonia comienza con todas las unidades presentando armas al sonar un saludo real, con la ejecución del himno nacional del país invitado y después del himno nacional español, la Marcha Real.  Luego comienzan su inspección, revisando la infantería así como las unidades montadas. Una vez que se completa la revisión, se lleva a cabo un gran desfile militar en el patio del palacio con las bandas en masa que tocan música militar a medida que las unidades avanzan.

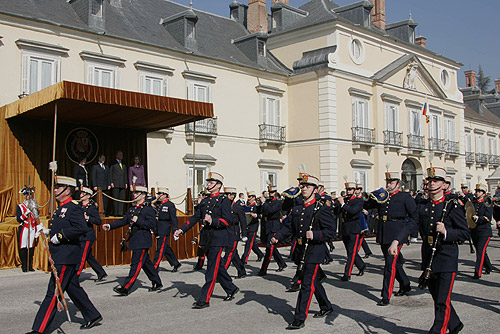
Banda Militar durante una visita de estado para el presidente de Rusia Vladímir Putin.

La otra ceremonia estatal notable que se lleva a cabo en el palacio es la cena estatal, organizada por el Rey, a la que asisten el dignatario visitante, su delegación, la familia real española, el presidente del Gobierno y otras autoridades del Estado. Durante el transcurso de la visita, el líder visitante puede pronunciar un discurso en una sesión conjunta de Cortes Generales.

## Autoridades españolas
La Jefatura del Estado la ejercía el monarca Juan Carlos I, en el cargo desde 1975,hasta su abdicación el 2 de junio de 2014 en favor de su hijo, el príncipe de Asturias, que fue proclamado como Felipe VI. La Jefatura del Gobierno recayó en el presidente del Gobierno, Mariano Rajoy del PP.
- Gobierno: 22 de diciembre de 2011 - 21 de diciembre de 2015.
- Gobierno en funciones: 21 de diciembre de 2015 - 13 de enero de 2016.

## Cronología
| Fecha                   | País                                                                               | Jefe de Estado o de Gobierno                                                       |
| ----------------------- | ---------------------------------------------------------------------------------- | ---------------------------------------------------------------------------------- |
| 2012                    |                                                                                    |                                                                                    |
| 16 de enero             | Francia                                                                            | Presidente Nicolas Sarkozy                                                         |
| 17 de enero             | Unión Europea                                                                      | Presidente del Consejo Europeo Herman Van Rompuy                                   |
| 25 de enero             | Perú                                                                               | Presidente Ollanta Humala                                                          |
| 17 de marzo             | Ecuador                                                                            | Presidente Rafael Correa                                                           |
| 26 de abril             | OTAN                                                                               | Secretario general Anders Fogh Rasmussen                                           |
| 18 de mayo              | Marruecos                                                                          | Jefe del GobiernoAbdelilah Benkirán                                                |
| 7 de junio              | Países Bajos                                                                       | Primer ministro Mark Rutte                                                         |
| 2 – 4 de julio          | República Dominicana                                                               | Presidente Leonel Fernández                                                        |
| 2 de agosto             | Italia                                                                             | Presidente del Consejo de Ministros Mario Monti                                    |
| 28 de agosto            | Unión Europea                                                                      | Presidente del Consejo Europeo Herman van Rompuy                                   |
| 30 de agosto            | Francia                                                                            | Presidente François Hollande                                                       |
| 5 – 6 de septiembre     | Alemania                                                                           | Canciller Angela Merkel                                                            |
| 11 de septiembre        | Finlandia                                                                          | Primer ministro Jyrki Katainen                                                     |
| 12 de septiembre        | Andorra                                                                            | Presidente de Gobierno Antoni Martí Petit                                          |
| 2 de octubre            | Italia                                                                             | Presidente Giorgio Napolitano                                                      |
| 29 de octubre           | Italia                                                                             | Presidente del Consejo de Ministros Mario Monti                                    |
| 16 – 17 de octubre      | Diversos jefes de Estado y de Gobierno para la XXII Cumbre Iberoamericana en Cádiz | Diversos jefes de Estado y de Gobierno para la XXII Cumbre Iberoamericana en Cádiz |
| 19 de noviembre         | Brasil                                                                             | Presidenta Dilma Rousseff                                                          |
| 27 de noviembre         | Turquía                                                                            | Primer ministro Recep Tayyip Erdoğan                                               |
| 8 de diciembre          | Bolivia                                                                            | Presidente. Evo Morales                                                            |
| 18 de diciembre         | Palestina                                                                          | Presidente Mahmud Abás                                                             |
| 2013                    |                                                                                    |                                                                                    |
| 5 de febrero            | Kazajistán                                                                         | Presidente Nursultán Nazarbáyev                                                    |
| 13 de febrero           | Guatemala                                                                          | Presidente Otto Pérez Molina                                                       |
| 13 de marzo             | Andorra                                                                            | Copríncipe Joan Enric Vives                                                        |
| 2 de abril              | Paraguay                                                                           | Presidente Luis Federico Franco Gómez                                              |
| 4 de abril              | ONU                                                                                | Secretario general Ban Ki-Moon                                                     |
| 8 de abril              | Reino Unido                                                                        | Primer ministro David Cameron                                                      |
| 16 de abril             | Hungría                                                                            | Primer ministro Viktor Orbán                                                       |
| 23 de abril             | Eslovaquia                                                                         | Presidente del Gobierno Robert Fico                                                |
| 28 de abril             | Irlanda                                                                            | Taoiseach Enda Kenny                                                               |
| 6 de mayo               | Italia                                                                             | Presidente del Consejo de Ministros Enrico Letta                                   |
| 13 de mayo              | Portugal                                                                           | Primer ministro Pedro Passos Coelho                                                |
| 29 de mayo              | Austria                                                                            | Canciller Werner Faymann                                                           |
| 30 de mayo – 2 de junio | Uruguay                                                                            | Presidente José Mujica                                                             |
| 15 de julio             | Polonia                                                                            | Presidente del Consejo de Ministros Donald Tusk                                    |
| 22 de julio             | Rumania                                                                            | Primer ministro del Gobierno Victor Ponta                                          |
| 3 de septiembre         | Bolivia                                                                            | Presidente Evo Morales                                                             |
| 18 de septiembre        | Países Bajos                                                                       | Rey Guillermo Alejandro                                                            |
| 8 de octubre            | Austria                                                                            | Presidente Heinz Fischer                                                           |
| 27 de noviembre         | Francia                                                                            | Presidente François Hollande                                                       |
| 12 de diciembre         | Unión Europea                                                                      | Presidente del Consejo Europeo Herman van Rompuy                                   |
| 2014                    |                                                                                    |                                                                                    |
| 22 de enero             | Colombia                                                                           | Presidente Juan Manuel Santos                                                      |
| 10 de abril             | Unión Europea                                                                      | Presidente de la Comisión Europea José Manuel Durão Barroso                        |
| 24 de abril             | Ecuador                                                                            | Presidente Rafael Correa                                                           |
| 30 de abril             | Polonia                                                                            | Presidente del Consejo de Ministros Donald Tusk                                    |
| 4 de mayo               | Japón                                                                              | Primer ministro Shinzo Abe                                                         |
| 20 de mayo              | Unión Europea                                                                      | Presidente del Consejo Europeo Herman Van Rompuy                                   |
| 28 de mayo              | Panamá                                                                             | Presidente Ricardo Martinelli                                                      |
| 9 – 10 de junio         | México                                                                             | Presidente Enrique Peña Nieto                                                      |
| 12 de junio             | OTAN                                                                               | Secretario general Anders Fogh Rasmussen                                           |
| 23 de julio             | Francia                                                                            | Primer ministro Manuel Valls                                                       |
| 24 – 25 de agosto       | Alemania                                                                           | Canciller Angela Merkel                                                            |
| 2 de septiembre         | Andorra                                                                            | Presidente del Gobierno Antoni Martí                                               |
| 8 de septiembre         | Panamá                                                                             | Presidente Juan Carlos Varela                                                      |
| 15 de septiembre        | Filipinas                                                                          | Presidente Benigno Aquino                                                          |
| 1 de octubre            | Honduras                                                                           | Presidente Juan Orlando Hernández                                                  |
| 29 – 30 de octubre      | Chile                                                                              | Presidente Michelle Bachelet                                                       |
| 3 de noviembre          | Colombia                                                                           | Presidente Juan Manuel Santos                                                      |
| 15 de diciembre         | Senegal                                                                            | Presidente Macky Sall                                                              |
| 2015                    |                                                                                    |                                                                                    |
| 6 de febrero            | Singapur                                                                           | Primer ministro Lee Hsien Loong                                                    |
| 20 de febrero           | Suecia                                                                             | Primer ministro Stefan Löfven                                                      |
| 1 – 3 de marzo          | Colombia                                                                           | Presidente Juan Manuel Santos                                                      |
| 12 de marzo             | OTAN                                                                               | Secretario general Jens Stoltenberg                                                |
| 29 de abril             | Egipto                                                                             | Presidente Abdelfatah Al-Sisi                                                      |
| 11 de mayo              | Italia                                                                             | Presidente Sergio Mattarella                                                       |
| 5 de junio              | Marruecos                                                                          | jefe del Gobierno Abdelilah Benkirán                                               |
| 9 de junio              | Paraguay                                                                           | Presidente Horacio Cartes                                                          |
| 22 de junio             | Portugal                                                                           | Primer ministro Pedro Passos Coelho                                                |
| 6 de julio              | Suiza                                                                              | Presidenta Simonetta Sommaruga                                                     |
| 7 – 8 de julio          | Perú                                                                               | Presidente Ollanta Humala                                                          |
| 13 de julio             | Rumania                                                                            | Presidente Klaus Iohannis                                                          |
| 16 de julio             | Polonia                                                                            | Presidenta del Consejo de Ministros Ewa Kopacz                                     |
| 21 de julio             | Argelia                                                                            | Primer ministro Abdelmalek Sellal                                                  |
| 27 de octubre           | Túnez                                                                              | Primer ministro Habib Essid                                                        |
| 28 de octubre           | Naciones Unidas                                                                    | Secretario General Ban Ki-Moon                                                     |
| 19 – 20 de noviembre    | Jordania                                                                           | Rey Abdalá II                                                                      |
| 2 de diciembre          | Colombia                                                                           | Presidente Juan Manuel Santos Calderón                                             |

## Número de visitas por país
A continuación se enumeran las visitas que han realizado por países y continentes. No se incluyen las visitas realizadas por miembros de organizaciones supranacionales.
| África                                                               | América | Asia                                                                                       | Europa | Oceanía |
| -------------------------------------------------------------------- | --- | ------------------------------------------------------------------------------------------ | --- | ------- |
| Argelia (1) · Egipto (1) · Marruecos (2) · Senegal (1) · Túnez (1) · | Argentina (1) · Bolivia (3) · Brasil (2) · Chile (2) · Colombia (5) · Costa Rica (1) · Cuba (1) · Ecuador (3) · El Salvador (1) · Guatemala (2) · Honduras (2) · México (2) · Nicaragua (1) · Panamá (3) · Paraguay (3) · Perú (3) · República Dominicana (2) · Uruguay (2) · Venezuela (1) · | Filipinas (1) · Japón (1) · Jordania (1) · Kazajistán (1) · Palestina (1) · Singapur (1) · | Alemania (2) · Andorra (4) · Austria (2) · Eslovaquia (1) · Finlandia (1) · Francia (4) · Hungría (1) · Irlanda (1) · Italia (5) · Países Bajos (2) · Polonia (3) · Portugal (3) · Reino Unido (1) · Rumania (2) · Suecia (1) · Suiza (1) · Turquía (1) · | —       |
| 5 países 6 visitas                                                   | 19 países 40 visitas | 6 países 6 visitas                                                                         | 17 países 35 visitas | —       |